# Streetsmartz
Streetsmartz ist eine australische Fernseh-Kindertelenovela, die von einer Clique in Fremantle (Australien) handelt. Die Gemeinsamkeit der Clique ist ihre Band. Neben ihrer Musik als Haupthandlung geht es in der Serie aber auch um typische Teenagergefühle, wie zum Beispiel um Liebe oder um Angst, die es zu überwinden gilt.
Vinnie spielt sich als „Manager“ der gemeinsamen Band auf und hat die verrücktesten Ideen, um Geld z. B. für die Reparatur der Musikinstrumente aufzutreiben.
Streetsmartz ist ein Sendeformat, das auch international bereits große Resonanz erfahren hat und in Deutschland die Vorlage für die Serie Endlich Samstag! war.